# Chionohebe
Chionohebe é um género botânico pertencente à família Plantaginaceae. Tradicionalmente este gênero era classificado na família das Scrophulariaceae.

## Espécies
| - Chionohebe armstrongii - Chionohebe ciliolata - Chionohebe densifolia - Chionohebe glabra | - Chionohebe myosotoides - Chionohebe pulvinaris - Chionohebe thomsonii |